# Pyridoxinabhängige Epilepsie
Die Pyridoxinabhängige Epilepsie (PDE, EPD), auch Pyridoxinabhängiger Anfall, ist eine extrem seltene Erkrankung, die durch als hartnäckige epileptische Anfälle bei neugeborenen Kindern in Erscheinung tritt, die zur Behandlung lebenslang Vitamin B6 einnehmen müssen. Meist kommt es schon wenige Stunden nach der Geburt oder sogar schon vor der Geburt (intrauterin) zu Anfällen, oft einer Kombination verschiedener fokaler oder generalisierter Anfallsformen. Selten treten die Anfälle erst im Kleinkindalter (bis zum 18. Monat) auf, extrem selten auch bei älteren Kindern oder Erwachsenen.
Die Erkrankung wurde erstmals in den 1950er Jahren erkannt, mit der ersten Beschreibung von Hunt et al. im Jahr 1954. Es handelte sich um ein neugeborenes Kind, dessen Pneumonie (Lungenentzündung) – wie damals üblich – mit einem Vitamincocktail behandelt wurde und dessen epileptische Anfälle darunter aufhörten.
Die Ursache ist eine Mutation im ALDH7A1-Gen.